# マツカサモドキ亜属
マツカサモドキ亜属(Subgenus Amanitina)とはテングタケ科テングタケ属の亜属の一つ。

## 概要
この亜属に属するほとんどのキノコが有毒。全体の特徴としては、傘に条線がないことがあげられる。
- タマゴテングタケ節はつぼは袋状でつばがある。テングタケ亜属のタマゴタケ節に似た形であるが、傘に条線がないことが異なる。猛毒の種が多い。
- フクロツルタケ節はツボが袋状で傘にツボの破片を残す。
- キリンタケ節は傘にツボの破片があり、茎につばがある。外見はテングタケ亜属のテングタケ節に非常に似ているが、やはり傘に条線がない点が違う。
- マツカサモドキ節は傘にイボが付着し、ツボがあまりはっきりしない形である。

## 主な種類
R. Singer の分類体系によれば、日本産の種類は以下のように整理される。

### タマゴテングタケ節
- タマゴテングタケ-猛毒。
- シロタマゴテングタケ-猛毒。ドクツルタケとは茎にささくれがない点が異なる[1]。シロツルタケとの誤食に注意[2]。
- クロタマゴテングタケ-猛毒。
- ドクツルタケ-猛毒。シロツルタケ[2]・シロマツタケモドキ[3]・シロオオハラタケ[3]・ハラタケ[3]との誤食に注意。
- コテングタケ-毒。
- コテングタケモドキ-毒。
- コタマゴテングタケ-毒。微量だがアマトキシン類を含むため注意が必要[4]。
- クロコタマゴテングタケ-毒。コタマゴテングタケと同じ毒性を持つ。
- タマゴタケモドキ-猛毒。食菌のキタマゴタケによく似ており[5]、注意が必要。傘の条線とひだの色で区別できる[5]。

### フクロツルタケ節
- フクロツルタケ-猛毒。
- シロテングタケ-毒。

### キリンタケ節
- キリンタケ-毒。
- ヘビキノコモドキ-毒。
- コガネテングタケ-毒。
- ガンタケ-毒[6]。

### マツカサモドキ節
- シロオニタケ-毒。
- ササクレシロオニタケ
- シロオニタケモドキ
- コシロオニタケ
- タマシロオニタケ-猛毒。
- オニテングタケ
- チャオニテングタケ
- ハイカグラテングタケ-食毒不明。食?